# Seznam socialistických států

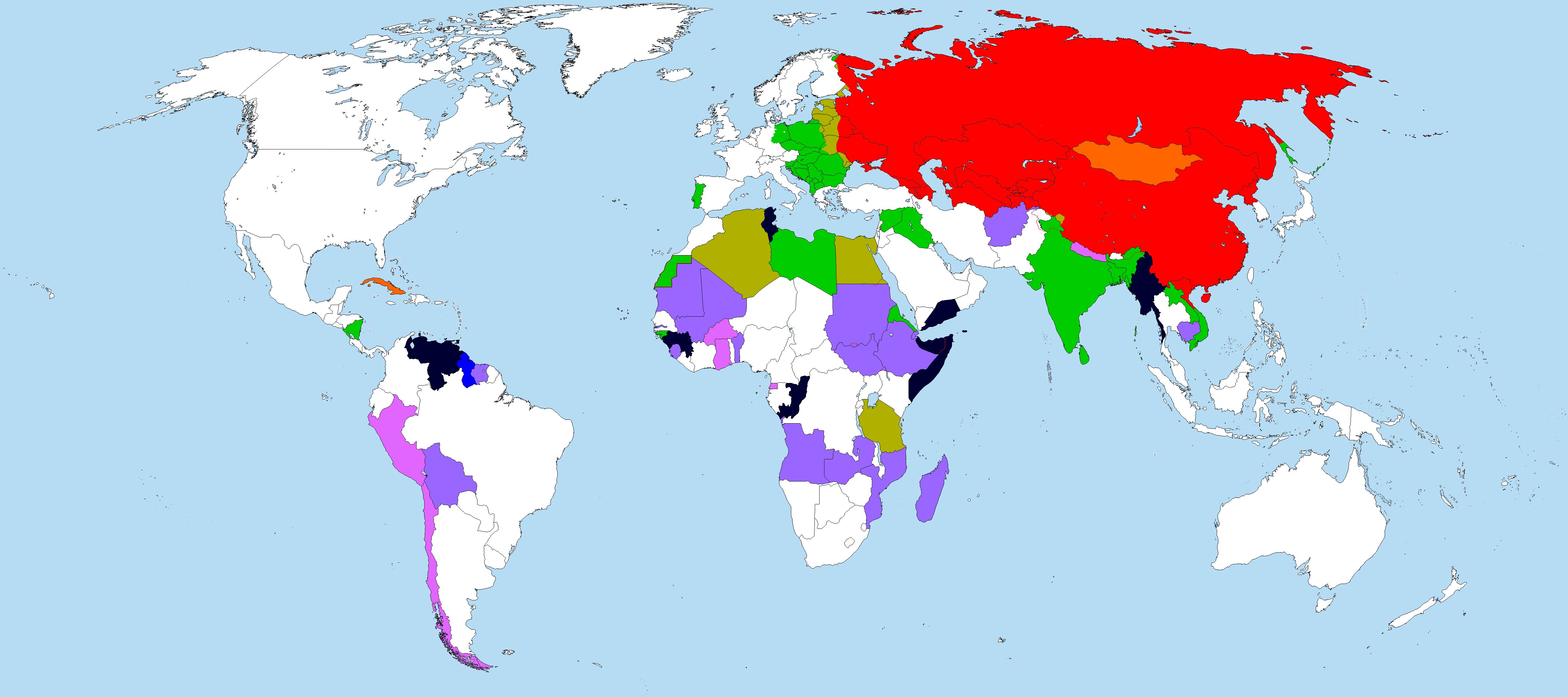
Mapa znázorňuje všechny socialistické státy, které se k této ideologii přihlásily ve své ústavě. Socialismus se v jednotlivých státech výrazně liší jak v ideologii tak politické praxi. Hranice států odpovídají současnosti. Barvy ukazují, jak dlouho stát fungoval jako socialistický.
Přes 60 let
50 - 60 let
40 - 50 let
30 - 40 let
20 - 30 let
10 - 20 let
Pod 10 let

Toto je seznam současných a historických suverénních států, které jsou odbornou literaturou klasifikovány jako socialistické. Charakteristickým rysem těchto států je systém vlády jediné, socialistické strany. Může jít i o vládu komunistické strany, jejíž ideologie je obvykle založena na marxismu-leninismu. Pro ekonomický systém je charakteristické plánované hospodářství nebo jeho elementy. Centrální místo v ústavě těchto států má závazek k dosažení socialismu. Samy sebe pak tyto státy označují jako reálně socialistické.
V průběhu studené války měla většina socialistických států blízké vztahy se Sovětským svazem. Ovšem třeba Jugoslávie za vlády Tita, Indie za Néhrúa či Egypt za Násira zaváděly vlastní modely socialismu a prostřednictvím Hnutí nezúčastněných zemí prosazovaly vlastní nezávislou a k soupeření velmocí neutrální politiku. Většina východoevropských zemí byla satelitními státy Sovětského svazu. Po čínsko-sovětské roztržce začala maoistická Čína soutěžit se Sovětským svazem o vliv v socialistických zemích.

## Současné socialistické státy

### Státy s vládou jedné strany
| Vlajka            | Stát                                   | Ideologie                                                                     | Vznik | Poznámky |
| ----------------- | -------------------------------------- | ----------------------------------------------------------------------------- | ----- | --- |
|                   | Čínská lidová republika                | Komunismus Marxismus-leninismus Maoismus                                      | 1949  | Od 90. let dochází k ústupu od socialistické ekonomiky ke smíšené ekonomice |
|                   | Laoská lidově demokratická republika   | Komunismus Marxismus-leninismus                                               | 1975  | |
|                   | Kubánská republika                     | Komunismus Marxismus-leninismus Castrismus                                    | 1959  | |
|                   | Korejská lidově demokratická republika | Čučche Songun                                                                 | 1948  | |
|                   | Vietnamská socialistická republika     | Komunismus Marxismus-leninismus Sociálně-tržní hospodářství/Tržní socialismus | 1976  | |
|                   | Stát Wa                                | Maoismus                                                                      | 1989  | Stát Wa vyhlásil nezávislost na Myanmaru roku 1989. Aby předešel konfliktu s Myanmarem, formálně uznal jeho svrchovanost nad celým svým územím. Myanmarská vláda mu za to udělila vysokou autonomii a dnes to je de facto nezávislý stát. Je řízen maoistickou Stranou spojeného státu Wa a udržuje kontakt s ČLR. |
| Flag_of_Venezuela | Bolívarovská republika Venezuela       | Marxismus                                                                     | 1999  | |

### Současné ústavně-socialistické státy
| Vlajka | Stát                                           | Ideologie                                                         | Vznik | Forma vlády                                                            | Poznámky                                                                            |
| ------ | ---------------------------------------------- | ----------------------------------------------------------------- | ----- | ---------------------------------------------------------------------- | ----------------------------------------------------------------------------------- |
|        | Lidově-demokratická republika Alžírsko         | Arabský socialismus                                               | 1962  | Mnoho-stranická poloprezidentská republika, ústavně-socialistický stát |                                                                                     |
|        | Bangladéšská lidová republika                  | Socialismus Sociální liberalismus Marxismus-leninismus            | 1971  | Mnoho-stranická parlamentní republika, ústavně-socialistický stát      |                                                                                     |
|        | Eritrejský stát                                | Socialismus                                                       | 1993  | Vláda jedné strany, ústavně-socialistický stát                         |                                                                                     |
|        | Guinea-Bissau                                  | Demokratický socialismus                                          | 1973  | Mnoho-stranická poloprezidentská republika, ústavně-socialistický stát |                                                                                     |
|        | Guyana                                         | Marxismus-leninismus                                              | 1966  | Mnoho-stranická prezidentská republika, ústavně-socialistický stát     |                                                                                     |
|        | Indie                                          | -                                                                 | 1947  | Mnoho-stranická parlamentní republika, ústavně-socialistický stát      |                                                                                     |
|        | Federální demokratická republika Nepál         | Komunismus Marxismus-leninismus Lidová mnoho-stranická demokracie | 2007  | Mnoho-stranická parlamentní republika, ústavně-socialistický stát      |                                                                                     |
|        | Republika Nikaragua                            | Socialismus Křesťanský socialismus Sandinismus                    | 1979  | Prezidentská republika s vládou dominantní strany                      |                                                                                     |
|        | Saharská arabská demokratická republika        | Demokratický socialismus Sociální demokracie                      | 1970  | Vláda jedné strany, prezidentská republika                             |                                                                                     |
|        | Demokratická socialistická republika Srí Lanka | Sociální demokracie Socialismus Anti-imperialismus                | 1948  | Mnoho-stranická poloprezidentská republika, ústavně-socialistický stát |                                                                                     |
|        | Spojená republika Tanzanie                     | Sociální demokracie (Demokratický socialismus)                    | 1964  | Poloprezidentská republika s vládou jedné strany                       |                                                                                     |
|        | Christiánie                                    | Anarcho-socialismus                                               | 1971  | Anarchistická komunita                                                 | Mezinárodně neuznané území, dánská vláda jej však zákonem respektuje                |
|        | Rojava                                         | Anarcho-socialismus Demokratický konfederalismus                  | 2014  | Anarcho-socialistická federativní polopřímá demokracie                 | Mezinárodně neuznané území                                                          |
|        | Povstalecké autonomní území Zapatista          | Anarcho-socialismus                                               | 1994  | Anarcho-socialistická konfederace                                      | Mezinárodně uznávané jako součást mexického státu Chiapas, de facto nezávislé území |

### Jiné
| Vlajka | Stát                | Ideologie                                | Vznik | Forma vlády            | Poznámky |
| ------ | ------------------- | ---------------------------------------- | ----- | ---------------------- | --- |
|        | Běloruská republika | Tržní socialismus (Marxismus-leninismus) | 1994  | Prezidentská republika | Tržní socialismus je v Bělorusku budován prezidentem Alexandrem Lukašenkem. 70 % podniků vlastní stát a v mnohém se napodobují doby bývalého SSSR. Nejsilnější stranou v parlamentu jsou pro-vládní komunisté, většinu však ovládají nezávislí poslanci. |

## Bývalé socialistické státy
| Vlajka | Stát                                                                                        | Ideologie                                             | Vznik | Zánik     | Poznámky                                                                                       |
| ------ | ------------------------------------------------------------------------------------------- | ----------------------------------------------------- | ----- | --------- | ---------------------------------------------------------------------------------------------- |
|        | Afghánská demokratická republika                                                            | Komunismus Marxismus-leninismus                       | 1979  | 1992      |                                                                                                |
|        | Lidová socialistická republika Albánie                                                      | Komunismus Marxismus-leninismus Hodžismus             | 1945  | 1990/1992 | Dnes v Albánii vládne Socialistická strana Albánie, která je nástupkyní Albánské strany práce. |
|        | Lidová republika Angola                                                                     | Komunismus Marxismus-leninismus                       | 1975  | 1992      |                                                                                                |
|        | Běloruská sovětská socialistická republika                                                  | Komunismus Marxismus-leninismus                       | 1919  | 1991      | Součást Sovětského svazu. Spojenými národy uváděno jako samostatný stát.                       |
|        | Lidová republika Benin                                                                      | Komunismus Marxismus-leninismus                       | 1975  | 1990      |                                                                                                |
|        | Bulharská lidová republika                                                                  | Komunismus Marxismus-leninismus                       | 1946  | 1990      |                                                                                                |
|        | Demokratická Kampučia/Kampučská lidová republika                                            | Socialismus Marxismus-leninismus Maoismus             | 1975  | 1991      |                                                                                                |
|        | Československá/Československá socialistická republika                                       | Komunismus Marxismus-leninismus                       | 1948  | 1990      |                                                                                                |
|        | Derg/Etiopská lidově demokratická republika                                                 | Komunismus Marxismus-leninismus                       | 1974  | 1991      |                                                                                                |
|        | Německá demokratická republika                                                              | Komunismus Marxismus-leninismus                       | 1949  | 1990      |                                                                                                |
|        | Lidová revoluční vláda Grenady                                                              | Komunismus Marxismus-leninismus Revoluční socialismus | 1979  | 1983      |                                                                                                |
|        | Maďarská lidová republika                                                                   | Komunismus Marxismus-leninismus Gulášový socialismus  | 1949  | 1989      |                                                                                                |
|        | Mongolská lidová republika                                                                  | Komunismus Marxismus-leninismus                       | 1924  | 1992      |                                                                                                |
|        | Polská lidová republika                                                                     | Komunismus Marxismus-leninismus                       | 1945  | 1989      |                                                                                                |
|        | Rumunská lidová republika Rumunská socialistická republika                                  | Komunismus Marxismus-leninismus                       | 1947  | 1989      |                                                                                                |
|        | Ruská sovětská federativní socialistická republika Svaz sovětských socialistických republik | Komunismus Marxismus-leninismus                       | 1917  | 1991      |                                                                                                |
|        | Somálská demokratická republika                                                             | Islámský socialismus Marxismus-leninismus             | 1969  | 1991      |                                                                                                |

## Evropa
|  | Stát                                                            | Ideologie, poznámky | Existence               |
|  | --------------------------------------------------------------- | --- | ----------------------- |
|  | Albánská socialistická republika                                | titoismus (1944–1948) marxismus-leninismus (1948–1968) maoismus (1968–1978) „albánský socialismus“ (do 1990)                                                                         | 1943/46- 1991           |
|  | Bulharská lidová republika                                      | marxismus-leninismus | 1946- 1990              |
|  | Německá demokratická republika                                  | marxismus-leninismus | 1949–1990               |
|  | Socialistická federativní republika Jugoslávie                  | marxismus-leninismus (1945–1948) titoismus (od 1948) | 1945–1992               |
|  | Polská lidová republika                                         | marxismus-leninismus | 1945- 1989              |
|  | Portugalsko                                                     | "demokratický stát založený na vládě práva otevírá cestu k socialistické společnosti"                                                                                                | 1976–dosud              |
|  | Rumunská lidová republika                                       | marxismus-leninismus | 1947- 1989              |
|  | Svaz sovětských socialistických republik                        | leninismus (1917–1924) marxismus-leninismus (1924–1991) stalinismus (1924–1953) | 1922–1991               |
|  | Československá republika Československá socialistická republika | marxismus-leninismus | 1948- 1989              |
|  | Maďarská republika rad Maďarská lidová republika                | marxismus-leninismus („gulášový socialismus“ 1956–1989) | 1919 1949–1989          |
|  | Běloruská sovětská socialistická republika, Běloruská republika | marxismus-leninismus (1919–1991, v rámci SSSR) tržní socialismus (1994–doposud, pod budováním prezidenta Alexandra Lukašenka, nejsilnější stranou v parlamentu jsou stále komunisté) | 1919–1991, 1994–doposud |

## Afrika
|  | Stát                                                                                           | Poznámky | Existence     |
|  | ---------------------------------------------------------------------------------------------- | --- | ------------- |
|  | Republika Egypt                                                                                | 1952 pozemková reforma; 1955 založení Hnutí nezúčastněných zemí spolu s Jugoslávii a Indii; 1956 znárodnění Suezského průplavu; 1960 zavedení plánovaného hospodářství, znárodnění bank a většiny moderní ekonomiky; 1962 národní kongres přichází s plánem "totální revoluce" s cílem družstevní socialistické společnosti, tolerováno však držení soukromého majetku; od roku 1964 dle ústavy "demokratický socialistický stát" (arabský socialismus, "nasserismus"), islám státní náboženství, Arabská socialistická unie jako politická organizace, zvyšující se sovětská vojenská pomoc; 1971 uzavřen přátelský pakt s SSSR; 1972 vyhoštění sovětských vojenských poradců; 1976 odvolání smlouvy o přátelství se Sovětským svazem | 1952/56- 1976 |
|  | Alžírská lidově demokratická republika                                                         | FLN od roku 1963 jedinou povolenou stranou; 1963 zestátnění podniků a znárodnění půdy (státních statků); 1966 znárodnění majetku zahraničních těžebních společností; 1971 znárodnění hlavních ropných rafinerii a ropovodů; od roku 1970 plánované hospodářství[zdroj?] | od 1963       |
|  | Angolská lidová republika                                                                      | 1974 vyhlášení Angolské lidové republiky ,od roku 1976 podpora Kuby a SSSR pro vládní stranu MPLA proti povstalcům z UNITA a FNLA; 1975–2002 občanská válka; 1989–1991 stažení kubánských vojsk | 1975- 1992    |
|  | Derg (Prozatímní vojenská správa socialistické Etiopie) Etiopská lidově demokratická republika | 1975 znárodnění zahraničních i tuzemských průmyslových podniků vojenskou vládou Derg, pozemková reforma s rozvojem družstev; 1978 uzavřen přátelský pakt s SSSR, v roce 1987 vyhlášena Etiopská lidově demokratická republika; 1974–1991 občanská válka; 1990 opuštění marxismu | 1973/87- 1991 |
|  | Beninská lidová republika                                                                      | 1974 zřízení marxisticko-leninistického státu; 1975 lidová republika, znárodňování; 1989 opuštění marxismu-leninismu | 1974- 1990    |
|  | Horní Volta Burkina Faso                                                                       | 1983 vojenský převrat, zřízení afrického socialismu; 1987 převrat s přechodem na ortodoxní marxismus; 1991 rozchod se socialismem. | 1983–1991     |
|  | Eritrea                                                                                        | marxismus-leninismus od roku 1993 | od 1993       |
|  | Ghana                                                                                          | 1957 nezávislost na Velké Británii, od roku 1960 spolupráce se Sovětským svazem a transformace ekonomiky podle socialistického vzoru, kolektivizace zemědělství; 1966 vojenský převrat | 1957–1966     |
|  | Guinejská revoluční lidová republika                                                           | africký socialismus; 1958 nezávislost na Francii, orientace na Sovětský svaz, systém jedné strany pod vedením Ahmeda Tourého; po smrti Tourého v roce 1984 rozchod se socialismem | 1958–1984     |
|  | Guinea-Bissau                                                                                  | [ 23 ] | 1973- 1991    |
|  | Kapverdy                                                                                       | [ 24 ] | 1975- 1991    |
|  | Komorský stát                                                                                  | maoismus, africký socialismus, nacionalismus Převratem v lednu 1976 se dostal k moci Ali Suali a jeho Demokratické sdružení komorského lidu. Nový vládce přerušil spolupráci s Francií, zavedl velké změny v patriarchální společenské struktuře po vzoru čínské kulturní revoluce, zakazoval tradiční zvyky, legalizoval marihuanu, opíral se o mládež a milice zvané Moissy. Dalším převratem v květnu 1978 byl Suali svržen a zavražděn. | 1976–1978     |
|  | Konžská lidová republika                                                                       | 1970 vyhlášení Lidové republiky Kongo, marxismus-leninismus státní ideologii; 1974 znárodnění většiny ropných společností a pojišťoven; v roce 1981, i přes smlouvy se Sovětským svazem mírné otevření západu; 1990 zavedení pluralitního systému; 1991 přejmenování na Republiku Kongo | 1970- 1991    |
|  | Libyjská arabská republika Velká libyjská arabská lidová socialistická džamáhíríje             | 1969 vojenský převrat Muammara Kaddáfího, vyhlášení Arabské republiky Libye, znárodnění bank, většiny ropných společností a pojišťoven; 1973 znárodnění zbývajících ropných společností; 1977 vyhlášení Libyjské socialistické lidové arabské džamáhíríje; od roku 2004 privatizace; 2011 občanská válka, Kaddáfí svržen a na útěku zastřelen | 1969–2011     |
|  | Demokratická republika Madagaskar                                                              | 1973 znárodnění bank, pojišťoven; 1975 přijetí socialistického státu, sbližování se socialistickými zeměmi východu a Čínou, úzká spolupráce se Severní Koreou; od roku 1985 také opatrné otevření na západ a omezená liberalizace; 1992 začátek třetí republiky | 1973/75- 1992 |
|  | Mali                                                                                           | [ 29 ] | 1960–1968     |
|  | Mosambická lidová republika                                                                    | 1975 nezávislost Mosambiku, vyhlášena Lidová republika Mosambik, znárodnění zdravotnictví a vzdělávání, vytváření kolektivních farem, marxisticko-leninistická strana FRELIMO jedinou povolenou stranou; 1977–1992 občanská válka; 1980 opušténí marxisticko-leninistické orientace ve prospěch socialismu obecně; v roce 1990 zavedení pluralitního systému | 1975–1990     |
|  | Zambie                                                                                         | africký socialismus 1964 nezávislost na Velké Británii; 1967 ustanovení tzv. "zambijského humanismu" jako státní ideologie, jehož cílem bylo socialistické směřování země; 1973 ustanovení systému jedné strany; 1991 rozchod se systémem jedné strany a africkým socialismem | 1967–1991     |
|  | Seychely                                                                                       | [ 33 ] | 1977–1991     |
|  | Demokratická republika Svatý Tomáš a Princův ostrov                                            | znárodnění plantáží | 1975–1990     |
|  | Senegal                                                                                        | africký socialismus | 1960–1980     |
|  | Somálská demokratická republika                                                                | 1969 založení Somálské demokratické republiky; 1970 znárodnění zahraničního vlastnictví, sblížení se Sovětským svazem a arabskými státy; 1974 dohody o vojenské spolupráci s SSSR; 1976–1991 SRSP vládnoucí stranou | 1970/76- 1991 |
|  | Demokratická republika Súdán                                                                   | arabský socialismus 1969 vojenský převrat, nastolení systému vlády jedné strany – Súdánské socialistické unie (SSU), znárodnění bank a společností, závislost na Sovětském svazu; 1971 pokus o převrat pravicových sil, zhoršení vztahů se Sovětským svazem; 1972 navázání přátelských vztahů s USA a západním Německem; v roce 1973 přijetí nové Ústavy potvrzující postavení SSU jako vládnoucí strany a islámu jako státního náboženství; 1976 ukončení spolupráce s Libyí; 1983 zavedení šaríi v celé zemi; 1985 Numairi svržen vojenským převratem, obnovení přátelských vztahů se Sovětským svazem a Libyí, diplomatické vztahy s Íránem; od roku 1989 islamistická diktatura Umara al-Bašíra                                    | 1969- 1989    |
|  | Tanzanská sjednocená republika                                                                 | africký socialismus od roku 1977 zaveden systém vlády jedné strany; 1987–1988 účast na občanské válce v Mosambiku proti RENAMO; 1992 nastolení pluralitního systému | 1977- 1992    |
|  | Uganda                                                                                         | africký socialismus; 1966 puč Miltona Oboteho nastolení vlády jedné strany, 1967 socialistická ústava, zrušení feudalismu, znárodnění několika finančních, obchodních a průmyslových podniků; 1971 vojenský puč Idiho Amina a rozchod se socialismem | 1966–1971     |

## Amerika
|  | Stát                             | Ideologie, poznámky | Existence |
|  | -------------------------------- | --- | --------- |
|  | Chile                            | demokratický socialismus; 1970 volební vítězství marxisty Salvadora Allendeho, znárodnění klíčových průmyslových odvětví a vyvlastnění zahraničních společností, pozemkové reformy; 1973 vojenský puč Augusta Pinocheta za pomoci CIA, Allende spáchal sebevraždu | 1970–1973 |
|  | Guyanská kooperativní republika  | středový socialismus | od 1970   |
|  | Grenada                          | demokratický socialismus; 1979 převrat Maurice Bishopa a socialistické strany New Jewel Movement, vojenské dohody o spolupráci s Kubou a Sovětským svazem, socialistické reformy; 1983 americká invaze a potlačení revoluce | 1979–1983 |
|  | Jamajka                          | demokratický socialismus | 1972–1980 |
|  | Kuba                             | castrismus; 1959 revoluce a pozemková reforma; v roce 1960 znárodnění ropných rafinérií, 1961 vyhlášení socialistické republiky a vyvlastnění cizího majetku, 1972 přistoupení k RVHP; 1976 přijetí marxisticko-leninistické ústavy a prosazovaní plánovaného hospodářství | od 1959   |
|  | Nikaragua                        | středový socialismus; na podzim 1979 sandinistická revoluce svrhla režim diktátora Anastasia Somozy Debayleho, k moci se dostala levicová strana FSLN složená z bývalých partyzánů; budování demokratického socialismu: pozemková reforma, kampaně na podporu gramotnosti a vytvoření státního systému zdravotní péče; 1981–1990 válka s "contras" podporovanými USA; 1991 porážka FSLN v parlamentních volbách | 1979–1991 |
|  | Bolívarovská republika Venezuela | socialismus 21. století | od 1998   |
|  | Bolivijský mnohonárodnostní stát | socialismus | od 2006   |

## Asie
|  | Stát                                                              | Ideologie, poznámky | Existence  |
|  | ----------------------------------------------------------------- | --- | ---------- |
|  | Afghánistán Demokratická republika Afghánistán                    | středový socialismus (1973–1978 a 1987–1992) marxismus-leninismus (1978–1987) | 1978- 1992 |
|  | Bangladéšská lidová republika                                     | středový socialismus | od 1971    |
|  | Barmská socialistická federativní republika                       | „barmský socialismus“ | 1974- 1991 |
|  | Čínská lidová republika                                           | maoismus (do 1976) tengismus (od 1976) | od 1949    |
|  | Indie                                                             | středový socialismus | od 1950    |
|  | Indonésie                                                         | „indonéský socialismus“ („nasakom“) 1954 nezávislost na Nizozemsku, v roce 1957 vytvoření "indonéského socialismu" (pod vedením prezidenta Sukarna) s principem "nasakom", který propojuje komunistické, národní a náboženské prvky dohromady, 1957–1958 vyvlastnění nizozemského majetku a znárodnění holandských společností, 1960 agrární reformy, 1966 svržení Sukarna, zakládající člen Hnutí nezúčastněných zemí | 1949–1966  |
|  | Irák                                                              | arabský socialismus („ba'athismus“) | 1968–2003  |
|  | Jemenská lidová demokratická republika                            | | 1967–1990  |
|  | Demokratická Kampučia Kampučská lidová republika                  | maoismus (1975-1979) marxismus-leninismus (1979-1993) | 1975- 1993 |
|  | Korejská lidově demokratická republika                            | marxismus-leninismus (do 1977) čučche (1977–2009) songun (od 2009) | od 1948    |
|  | Laoská lidově demokratická republika                              | marxismus-leninismus | od 1975    |
|  | Mongolská lidová republika                                        | marxismus-leninismus | 1923- 1992 |
|  | Islámská republika Pákistán                                       | islámský socialismus, 1971 prezidentem Zulfikár Alí Bhutto, vyhlášena pozemková reforma, znárodněny banky a průmysl, školy a univerzity; 1973 přijata nová ústava a odvrácení se od prezidentského systému vlády; Bhutto předsedou vlády, Fazl Iláhí Čaudhurí novým prezidentem; 1977 vojenský převrat generála Muhammada Zijáula Haka a islamizace, 1979 poprava Bhutta po kontroverzním soudním procesu. Od 1979 je vládní stranou Pákistánská lidová strana. Krédo strany je: "Islám je naše víra, demokracie je naše politika, socialismus je naše ekonomie; všechnu moc lidu" . Pákistánská lidová strana bývá považována za liberální v otázce lidských práv (například boj za práva žen) . | od 1971    |
|  | Srílanská demokratická socialistická republika                    | středový socialismus | 1948–1977  |
|  | Sýrie                                                             | arabský socialismus („ba'athismus“) | od 1971    |
|  | Tannu Tuva                                                        | marxismus-leninismus; 14. srpna 1921 byla vyhlášena nezávislost Tuvy, v praxi však šlo o loutkový stát Sovětského svazu, kde o všem rozhodovala Tuvinská lidová revoluční strana; Tannu Tuva kopírovala sovětskou politiku, např. likvidace buddhistických klášterů; diplomatické styky s ní navázali jen SSSR a Mongolsko; 11. listopadu 1944 se Tuva připojila k SSSR | 1921–1944  |
|  | Vietnamská demokratická republika Socialistická republika Vietnam | marxismus-leninismus (1945–1976) marxismus-leninismus (od 1976) | od 1945    |

## Oceánie
|  | Stát    | Ideologie, poznámky | Existence |
|  | ------- | --- | --------- |
|  | Vanuatu | melanéský socialismus Prvním premiérem nezávislého Vanuatu byl pastor Walter Lini, který se inspiroval Nyererovou koncepcí Ujamaa, vycházející z tradičního rovnostářství a společného vlastnictví výrobních prostředků. Spolupracoval se zeměmi východního bloku, ale zůstával v rámci parlamentní demokracie a nepřikročil k násilnému zestátňování. Západní mocnosti podporovaly pokus o odtržení republiky Vemerana, motivovaný rivalitou mezi francouzsky a anglicky mluvícím obyvatelstvem a také mezi jednotlivými ostrovy. Po frakčních bojích ve vládnoucí Vanua'aku Pati byl Lini v roce 1991 svržen. | 1980–1991 |